# زلزال أسمرة 1913
زلزال أسمرة 1913 هو زلزالٌ وقعَ في أسمرة في إمبراطورية إثيوبيا بتاريخ 27 فبراير 1913.